# Кильмес (муниципалитет)
Муниципалитет Кильмес  (исп. Partido de Quilmes) — муниципалитет в Аргентине в составе провинции Буэнос-Айрес.
Территория — 125 км². Население — 582 943 человек. Плотность населения — 4663,20 чел./км².
Административный центр — Кильмес.

## География
Департамент расположен на северо-востоке провинции Буэнос-Айрес.
Департамент граничит:
- на северо-западе — c муниципалитетом Авельянеда
- на северо-востоке — с Атлантическим океаном
- на юго-востоке — с муниципалитетом Берасатеги
- на юге — с муниципалитетом Флоренсио-Варела
- на юго-западе — с муниципалитетом Альмиранте-Браун
- на западе — с муниципалитетами Ланус, Ломас-де-Самора

## Важнейшие населённые пункты[3]
| № | Населённый пункт | Населённый пункт (исп.) | Категория   | Население чел. (2010) | На карте                        |
| - | ---------------- | ----------------------- | ----------- | --------------------- | ------------------------------- |
| 1 | Кильмес          | Quilmes                 | агломерация | 582943                | 34°43′51″ ю. ш. 58°16′08″ з. д. |

#### Агломерация Кильмес
- входит в агломерацию Большой Буэнос-Айрес

| № | Населённый пункт     | Населённый пункт (исп.) | Категория | Население чел. (2001) | На карте                        |
| - | -------------------- | ----------------------- | --------- | --------------------- | ------------------------------- |
| 1 | Кильмес              | Quilmes                 | город     | 230810                | 34°43′51″ ю. ш. 58°16′08″ з. д. |
| 2 | Берналь              | Bernal                  | город     | 109914                | 34°43′02″ ю. ш. 58°17′54″ з. д. |
| 3 | Сан-Франсиско-Солано | San Francisco Solano    | город     | 81707                 | 34°46′41″ ю. ш. 58°18′29″ з. д. |
| 4 | Эспелета             | Ezpeleta                | город     | 79557                 | 34°45′08″ ю. ш. 58°14′45″ з. д. |
| 5 | Вилья-Ла-Флорида     | Villa La Florida        | город     | 31268                 | 34°46′09″ ю. ш. 58°17′42″ з. д. |
| 6 | Дон-Боско            | Don Bosco               | город     | 20876                 | 34°42′06″ ю. ш. 58°17′47″ з. д. |